# 松谷穣
松谷 穣（まつや みのる、1910年1月2日 - 1995年5月15日）は、日本のジャズピアニスト。ゆずる、じょうとも呼ばれていた。
東京音楽学校卒。ウクライナ出身のユダヤ人ピアニスト、レオ・シロタに師事する。
戦後米軍の仕事で、クラシックからジャズに転向した。多くの日本のジャズボーカリストの育て親となる。藤山一郎の友人。
作曲家小倉朗とも親しく、『ピアノソナチネ』（1937年)を初演する。
ピアニストの松谷翠 (1943 - 1994) は息子である。息子の亡くなった翌年に死去した。

## 関連書籍
- 筒井之隆『鎌倉ジャズ物語-ピアニスト・松谷穣が生きた進駐軍クラブと歌謡曲の時代』（2022年10月、中央公論新社）ISBN 978-4120055799